# DJ T.O
DJ T.Oは、日本の男性DJ、音楽プロデューサー、ラジオパーソナリティー。愛称は「TOさん」。

## プロデュース楽曲
- 『BURNING』- T.O feat. Priscilla Ventura, Daniel Bourget
- 『SNOW STAMP[1]』- 2017年3月24日「渋谷系クラシック～“カルカルカルテット”生演奏と花見酒」にて披露。演奏：カルカルカルテット（星野沙織,山口嘉奈子,小澤恵,長谷川晶子） 指揮：藤田淳平

## タイアップ楽曲
海外ドラマ
- ライブラリアンズ3　呪われた混沌の神 （2017年 8月 、GYAO!）エンディングテーマ「BURNING」

## ラジオ
- No.16（FM NACK5→TOKYO FM、2016年1月 - ）